# Università di Porto
L'università di Porto (in portoghese Universidade do Porto), nota anche con l'acronimo UP, è un istituto di istruzione universitaria del Portogallo.
L'università nasce dalla fusione di due istituti culturali, l'Academia Politécnica e la Escola Médico-Cirúrgica.
Ad essa collegato è il Centro Desportivo Universitário do Porto.

## Rettori
- Francisco Gomes Teixeira (1911-1917)
- Cândido Augusto Correia de Pinho (1918-1919)
- Augusto Pereira Nobre (1919-1926)
- José Alfredo Mendes de Magalhães (1926-1928)
- Alexandre Alberto de Sousa Pinto (1929-1931)
- Alberto Eduardo Plácido (1931-1932)
- José Pereira Salgado (1935-1943)
- António José Adriano Rodrigues (1943-1946)
- Amândio Joaquim Tavares (1946-1961)
- Manuel Correia de Barros, Jr. (1961-1969)
- António de Sousa Pereira (1969-1974)
- Ruy Luís Gomes (1974-1975)
- Manuel da Silva Pinto (1976-1978)
- Armando de Araújo Martins Campos e Matos (1978-1981)
- Luís António de Oliveira Ramos (1982-1985)
- Alberto Amaral (1985-1998)
- José Ângelo da Mota Novais Barbosa (1998-2006)
- José Carlos Diogo Marques dos Santos (2006-2014)
- Sebastião Feyo de Azevedo (2014-2018)
- António Sousa Pereira (Dal 2018)